# Fortalesa de Bochorma
La fortalesa de Bochorma (en georgià: ბოჭორმის ციხე) és un complex arquitectònic medieval a l'est de Geòrgia, situat al municipi de Tianeti, a la regió de Kakhètia. Ubicat en una alta muntanya amb bosc sobre el riu Iori, el conjunt consta d'un castell i una església dodecagonal amb cúpula, tots dos del segle x, així com d'una altra petita església de planta de saló i algunes altres estructures accessòries. Totes les estructures estan semidestruïdes o molt danyades. Estan inscrites en la llista dels Monuments Culturals destacats de Geòrgia.

## Història
La fortalesa de Bochorma s'esmenta per primera vegada en les cròniques medievals georgianes en un relat de la invasió de la dinastía de Sàjida a Geòrgia l'any 914. Quan l'exèrcit dels sàjides va avançar cap a Bochorma, aleshores un dels principals bastions del Principat de Kakhètia, la fortalesa va ser abandonada sense lluitar, per contrast amb l'anterior i ferma defensa de la fortalesa d'Ujarma. Més tard, Bochorma va ser capturada per Shurta, un germà separat de Ciríac II de Kakhètia (r. 929-976), i lliurada per ell a Jordi II d'Abkhàzia. La fortalesa va ser recuperada aviat pels kakhètians, però la van perdre davant de Bagrat III de Geòrgia en la Guerra de 1008-1010. Al 1069, Bagrat IV de Geòrgia va bescanviar Bochorma i Ujarma amb Agsartan I de Kakhètia a canvi de l'emir captiu Fadl ibn Muhammad d'Arran, a qui Bagrat volia mantenir com a presoner. La fortalesa de Bochorma va funcionar fins ben entrat el segle xviii, i fou renovada pel rei Irakli II el 1749.

## Arquitectura
El complex de Bochorma està situat a 2 km a l'est del modern poble de Bochorma, a la riba esquerra del Iori, amb vistes a la vall del riu des d'una cresta de 300 m d'alçada als vessants del sud-oest de la serralada de Gombori. La fortalesa és relativament accessible des de l'est. Per contra, les seves muralles segueixen el terreny muntanyós i desgastat, aprofitant al màxim les defenses naturals circumdants. La fortalesa ocupa una superfície d'1,5 ha. La part interior de la ciutadella s'estableix sobre un terreny irregular i està envoltada per un alt mur de cortina, amb torres. La ciutadella conté l'església voltada de Sant Jordi, un palau, una petita església de planta de saló, una torre cilíndrica (diàmetre exterior de 8 m) i algunes altres estructures accessòries.

### Església de Sant Jordi

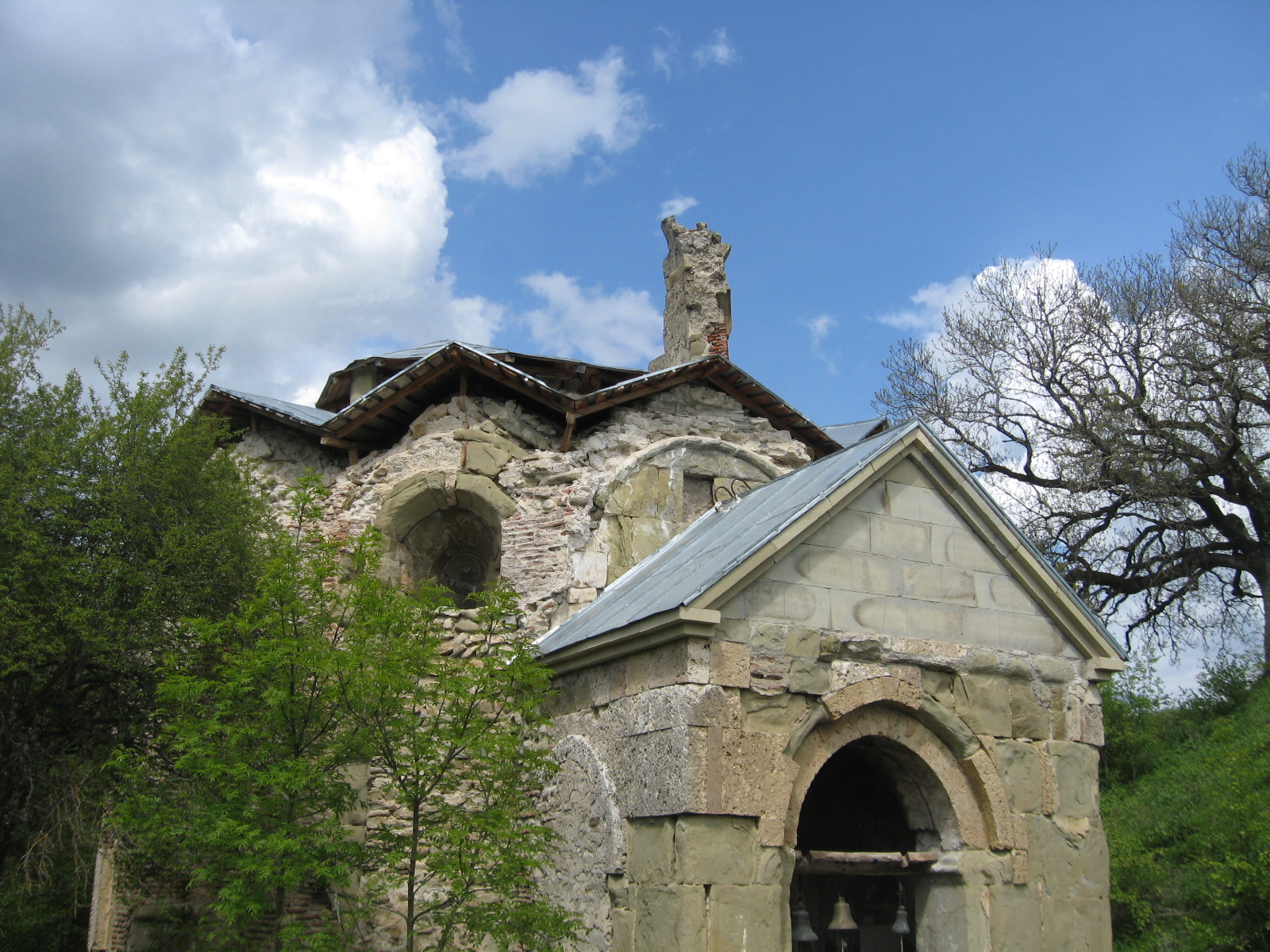
Església de Bochorma de Sant Jordi

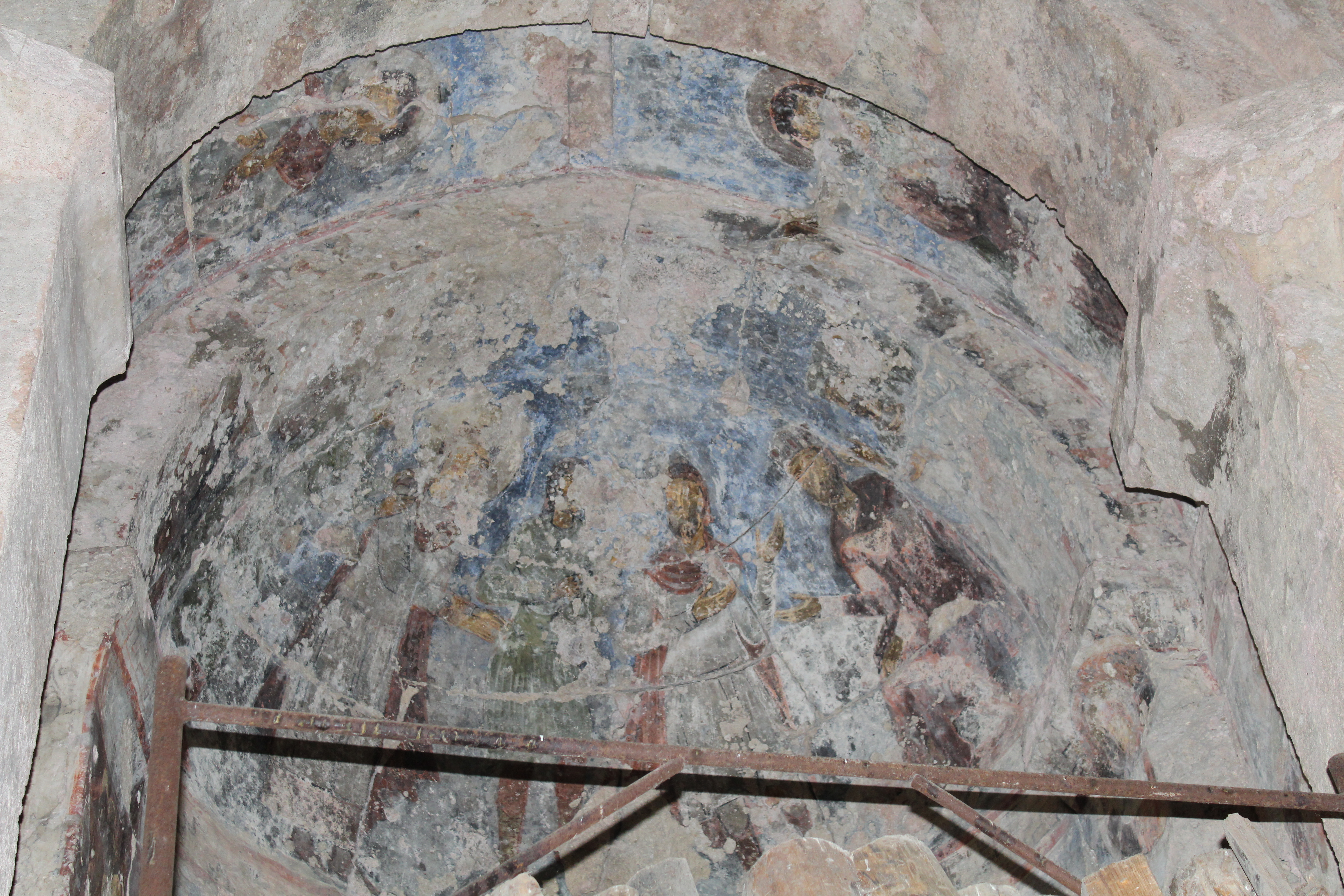
Frescs a l'església de Sant Jordi

L'església de Sant Jordi és un hexagrama -un edifici amb cúpules de sis absis- construït originàriament al segle X o XI i de llavors ençà ha estat remodelat algunes vegades. Edificats amb gres, tant els murs interiors com els exteriors van ser una vegada revestits amb lloses de pedra. Les entrades estan situades als absis sud-oest i nord-oest. El porxo sud-oest està rematat per un campanar, que és un annex del segle xvii. L'absis de l'altar està delimitat per un iconòstasi de maó del segle xviii. La disposició exterior és dodecagonal, cada faceta està coberta per una teulada a dues aigües. La base de la cúpula, ara en ruïnes, està perforada amb sis finestres. A l'interior hi ha pintures al fresc, que a jutjar pel seu estil, daten de principis del segle xii i es troben en molt mal estat de conservació. Representen escenes de la vida de Jesús i de sant Jordi junt amb retrats de diversos sants.
Al registre més baix del buit de l'absis del nord-est de l'església, està identificat un donant com el rei David IV de Geòrgia (r. 1089-1125). És al costat d'una imatge de l'emperador romà d'Orient Constantí I el Gran i de la seva mare Helena de Constantinoble. La iconografia il·lustra la promoció de David a la seva condició de monarca cristià i el seu dret a la successió simbòlica de l'emperador romà d'Orient a la regió, que únicament es va adquirir l'any 1104.

### Altres estructures
Una petita església propera és un edifici de planta de saló, amb unes dimensions de 4,7 m × 3,7 m, construït amb llambordins. Es tracta d'una estructura de finals de l'edat mitjana, amb absis semicircular i portada sud.
El palau es troba a la paret sud de la fortalesa interior, al sud-oest de l'església de Sant Jordi. És de planta rectangular (23 m x 8 m) i parcialment inclinat seguint el desnivell del terreny, la seva construcció es va realitzar amb pedres. Fortament danyat, únicament en queda un pis -sembla l'únic-. Consta de dues cambres de diferent mides, connectades per una porta. Restes d'altra cambra són a l'est d'aquestes dues i s'estenen cap a l'oest. Al sud es veuen dos amplis passadissos.